# Bosone vettore
I bosoni vettori sono bosoni caratterizzati da valore di spin uguale a 1 e parità negativa (dispari) o positiva (pari). Nel secondo caso sono detti bosoni vettori assiali o bosoni pseudovettori.
Comprendono:
- i bosoni di gauge, particelle elementari mediatrici delle forze fondamentali: il fotone per l'interazione elettromagnetica, i bosoni W e Z per l'interazione debole e i gluoni per l'interazione forte
- alcuni tipi di mesoni, particelle instabili composte da un quark e un antiquark. Fra questi i mesoni  {\displaystyle \rho }, {\displaystyle \omega } e {\displaystyle \phi } sono esempi di bosoni vettori, mentre i mesoni {\displaystyle h_{1}(1170)}, {\displaystyle b_{1}(1235)} e {\displaystyle a_{1}(1260)} sono esempi di bosoni vettori assiali (pseudovettori).

I campi associati ai bosoni vettoriali massivi sono descritti dalla lagrangiana di Proca, mentre i campi associati a quelli non massivi sono descritti da lagrangiane diverse: ad esempio il fotone da quella dell'elettrodinamica quantistica (QED).